# Le Magicien d'Oz (comics)
Pour les articles homonymes, voir Le Magicien d'Oz (homonymie).
Le Magicien d'Oz (anglais : The Wonderful Wizard of Oz) est une série d'adaptation en bande dessinée du Magicien d'Oz de L. Frank Baum par Eric Shanower dessinée par Skottie Young. Le premier volume a été adapté en une mini-série de huit comic books publiés par Marvel Comics en 2009 avant d'être recueillis en album. La traduction française est parue en un volume chez Panini Comics en 2012.
Shanower et Young ont ensuite adapté cinq autres volumes : Le Merveilleux pays d'Oz, Ozma, la princesse d'Oz, Dorothy and the Wizard in Oz, The Road to Oz et The Emarld City of Oz.

## Publications

### Comic books
1. The Wonderful Wizard of Oz, Marvel, 8 vol., 2009.
2. The Marvelous Land of Oz, Marvel, 8 vol., 2009-2010.
3. Ozma of Oz, Marvel, 8 vol., 2010-2011.
4. Dorothy and the Wizard in Oz, Marvel, 8 vol., 2011-2012.
5. Road to Oz, Marvel, 6 vol., 2012-2013.
6. The Emerald City of Oz, Marvel, 5 vol., 2013.

### Albums en anglais
1. The Wonderful Wizard of Oz, Marvel, 2009.  (ISBN 9780785129219)
2. The Marvelous Land of Oz, Marvel, 2010.  (ISBN 9780785140283)
3. Ozma of Oz, Marvel, 2011.  (ISBN 9780785142478)
4. Dorothy and the Wizard in Oz, Marvel, 2012.  (ISBN 9780785155546)
5. Road to Oz, Marvel, 2013.  (ISBN 9780785164043)
6. The Emerald City of Oz, Marvel, 2014.  (ISBN 9780785183884)

### Albums en français
- Le Magicien d'Oz, Panini Comics :

1. Le Magicien d'Oz, 2012.
2. Ozma, la princesse d'Oz, 2013.
3. Le Merveilleux pays d'Oz, 2014.
4. Dorothée et le magicien d'Oz, 2014.
5. En route pour Oz, 2015
6. La Cité d'Oz, 2015

## Prix et récompenses
- 2010 : Prix Eisner de la meilleure mini-série et de la meilleure publication pour enfants pour Le Magicien d'Oz